# Hypsiboas bischoffi
Espèce
Synonymes
- Hyla bischoffi Boulenger, 1887
- Hyla vittigera Werner, 1894
- Hyla multilineata Lutz & Lutz, 1939

Statut de conservation UICN

 LC  : Préoccupation mineure
Hypsiboas bischoffi est une espèce d'amphibiens de la famille des Hylidae.

## Répartition
Cette espèce est endémique du Brésil. Elle se rencontre jusqu'à 1 000 m d'altitude dans les États du Paraná, du Rio Grande do Sul, de Santa Catarina et de São Paulo.

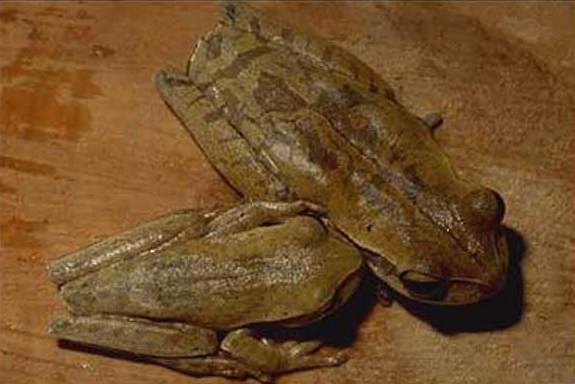
Hypsiboas bischoffi

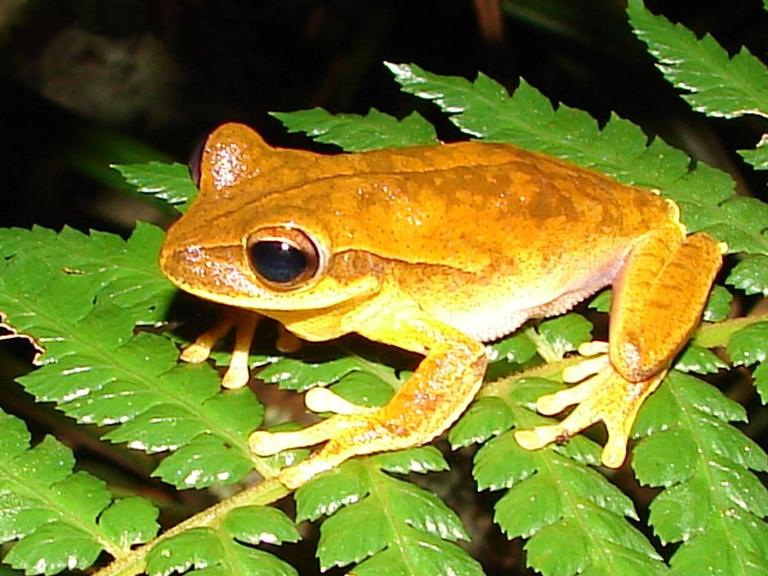
Hypsiboas bischoffi

## Étymologie
Cette espèce est nommée en l'honneur de Theodor Ludwig Wilhelm Bischoff.

## Publication originale
- Boulenger, 1887 : Descriptions of new or little-known South-American Frogs of the Genera Paludicola and Hyla. Annals and Magazine of Natural History, sér. 5, vol. 20, no 118, p. 295-300 (texte intégral).